# Папуша (фильм)
«Папуша» (пол. Papusza) — кинофильм режиссёров Йоанны Кос-Краузе и Кшиштофа Краузе, вышедший на экраны в 2013 году. Лента рассказывает о жизни польской поэтессы Брониславы Вайс, известной под цыганским именем Папуша.

## Сюжет
В начале 1920-х годов юная цыганка, которую все называют Папушей, обучается грамоте у еврейской торговки. Это не встречает одобрения в таборе: считается, что умение читать — это дар дьявола. Сама Папуша вскоре также начинает считать грамотность своим проклятьем и видит в себе виновницу всех бед, что приключаются с её народом, — нападений на табор, преследований со стороны нацистов и так далее. После войны среди цыган появляется молодой литератор Ежи Фицовский, скрывающийся от властей. Он проводит с табором два года и обнаруживает у Папуши дар поэтессы. Вернувшись в большой мир, Фицовский продолжает поддерживать с ней переписку и со временем издаёт ряд её стихотворений, принеся ей широкую известность. Однако когда выходит его книга, посвящённая истории польских цыган, представители этого народа обвиняют Папушу в том, что она выдала их секреты. Поэтесса остро воспринимает эти события и вскоре оказывается в клинике для душевнобольных.

## В ролях
- Йовита Будник — Папуша
- Антони Павлицкий — Ежи Фицовский
- Збигнев Валерись — Дионизи Вайс, муж Папуши
- Артур Стеранко — лейтенант Чарнецкий
- Себастьян Весоловский — Тарзан, сын Папуши
- Патрик Дитлов — Тобар
- Анджей Вальден — Юлиан Тувим
- Леокадия Бжезинская — Река
- Палома Мирга — молодая Папуша
- Кароль Парно Герлиньский — цыганский барон

## Награды и номинации
- 2013 — специальное упоминание на кинофестивале в Карловых Варах.
- 2013 — три приза Вальядолидского кинофестиваля: лучший режиссёр (Йоанна Кос-Краузе и Кшиштоф Краузе), лучший актёр (Збигнев Валерись), приз молодёжного жюри за лучший фильм.
- 2013 — премия «Открытые горизонты» на кинофестивале в Салониках.
- 2014 — специальный приз жюри Стамбульского кинофестиваля.
- 2014 — 4 национальные премии «Орлы»: лучшая музыка (Ян Канты Павлускевич), лучшая операторская работа (Кшиштоф Птак, Войцех Старонь), лучшая работа художника (Анна Вундерлих), лучшие костюмы (Барбара Сикорска-Буффаль). Кроме того, лента была номинирована в категории «лучшая актриса» (Йовицэ Будник).